# Lista fregat United States Navy
To lista fregat służącej United States Navy, posortowana według typu i numeru kadłuba. Wymieniono wszystkie okręty noszące oznaczenie FF lub FFG. Do 1975 roku okręty teraz klasyfikowane jako FF lub FFG były klasyfikowane jako DE lub DEG (ang. destroyer escort). Fregaty typu FFG-7 są powoli wycofywane z aktywnej służby w Marynarce, zastępują je okręty typu Littoral.
Aby zobaczyć fregaty - okręty ery żaglowej, zobacz Lista fregat żaglowych United States Navy.
Aby zobaczyć okręty oznaczone jako PF (fregaty patrolowe) zobacz Lista okrętów patrolowych United States Navy

## FF typuBronstein

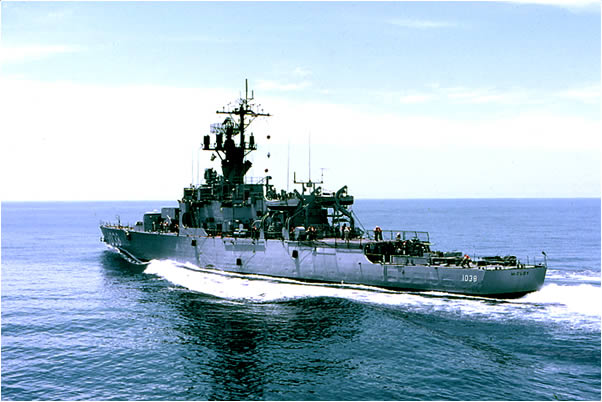
USS „McCloy” FF-1038 (ex DE-1038).

2 okręty wodowane w 1963
- USS „Bronstein” (FF-1037)
- USS „McCloy” (FF-1038)

## FF typuGarcia
10 okrętów wodowanych w latach 1964 do 1968
- USS „Garcia” (FF-1040)
- USS „Bradley” (FF-1041)
- USS „Edward McDonnell” (FF-1043)
- USS „Brumby” (FF-1044)
- USS „Davidson” (FF-1045)
- USS „Voge” (FF-1047)
- USS „Sample” (FF-1048)
- USS „Koelsch” (FF-1049)
- USS „Albert David” (FF-1050)
- USS „O’Callahan” (FF-1051)

## FF typuKnox
46 okrętów wodowanych w latach 1969 do 1974
- USS „Knox” (FF-1052)
- USS „Roark” (FF-1053)
- USS „Gray” (FF-1054)
- USS „Hepburn” (FF-1055)
- USS „Connole” (FF-1056)
- USS „Rathburne” (FF-1057)
- USS „Meyerkord” (FF-1058)
- USS „William S. Sims” (FF-1059)
- USS „Lang” (FF-1060)
- USS „Patterson” (FF-1061)
- USS „Whipple” (FF-1062)
- USS „Reasoner” (FF-1063)
- USS „Lockwood” (FF-1064)
- USS „Stein” (FF-1065)
- USS „Marvin Shields” (FF-1066)
- USS „Francis Hammond” (FF-1067)
- USS „Vreeland” (FF-1068)
- USS „Bagley” (FF-1069)
- USS „Downes” (FF-1070)
- USS „Badger” (FF-1071)
- USS „Blakely” (FF-1072)
- USS „Robert E. Peary” (FF-1073)
- USS „Harold E. Holt” (FF-1074)
- USS „Trippe” (FF-1075)
- USS „Fanning” (FF-1076)
- USS „Ouellet” (FF-1077)
- USS „Joseph Hewes” (FF-1078)
- USS „Bowen” (FF-1079)
- USS „Paul” (FF-1080)
- USS „Aylwin” (FF-1081)
- USS „Elmer Montgomery” (FF-1082)
- USS „Cook” (FF-1083)
- USS „McCandless” (FF-1084)
- USS „Donald B. Beary” (FF-1085)
- USS „Brewton” (FF-1086)
- USS „Kirk” (FF-1087)
- USS „Barbey” (FF-1088)
- USS „Jesse L. Brown” (FF-1089)
- USS „Ainsworth” (FF-1090)
- USS „Miller” (FF-1091)
- USS „Thomas C. Hart” (FF-1092)
- USS „Capodanno” (FF-1093)
- USS „Pharris” (FF-1094)
- USS „Truett” (FF-1095)
- USS „Valdez” (FF-1096)
- USS „Moinester” (FF-1097)
- FF-1098 do FF-1107 anulowano nienazwane przed położeniem stępki. Numer 1098 został użyty ponownie, zobacz poniżej.

## AGFF typuGlover
1 okręt wodowany w 1965
- USS „Glover” (FF-1098) - okręt typu Garcia zmodyfikowany do badań. Przyjęty do służby jako "Garcia" AGDE-1 w 1965, przeklasyfikowany na AGFF-1 w 1975, przeklasyfikowany na FF-1098 w 1979.

## FFG typuBrooke
6 okrętów wodowanych w latach 1966 do 1968
- USS „Brooke” (FFG-1)
- USS „Ramsey” (FFG-2)
- USS „Schofield” (FFG-3)
- USS „Talbot” (FFG-4)
- USS „Richard L. Page” (FFG-5)
- USS „Julius A. Furer” (FFG-6)

## FFG typuOliver Hazard Perry

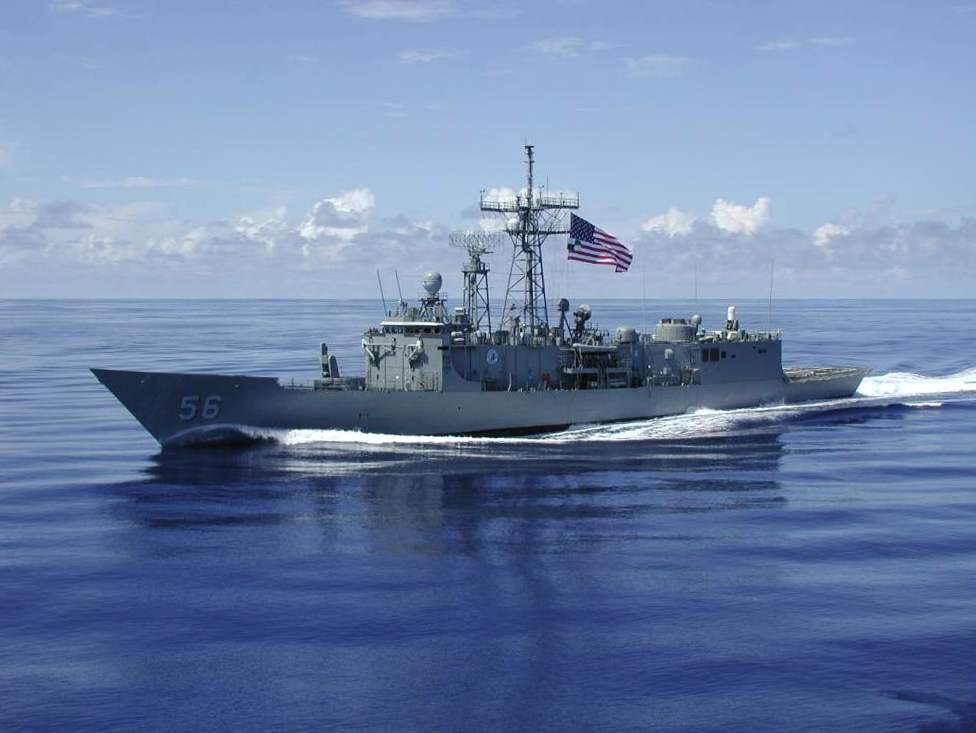
USS Simpson (FFG-56)

51 okrętów wodowanych w latach 1977 do 1989
- USS „Oliver Hazard Perry” (FFG-7)
- USS „McInerney” (FFG-8)
- USS „Wadsworth” (FFG-9)
- USS „Duncan” (FFG-10)
- USS „Clark” (FFG-11)
- USS „George Philip” (FFG-12)
- USS „Samuel Eliot Morison” (FFG-13)
- USS „Sides” (FFG-14)
- USS „Estocin” (FFG-15)
- USS „Clifton Sprague” (FFG-16)
- USS „John A. Moore” (FFG-19)
- USS „Antrim” (FFG-20)
- USS „Flatley” (FFG-21)
- USS „Fahrion” (FFG-22)
- USS „Lewis B. Puller” (FFG-23)
- USS „Jack Williams” (FFG-24)
- USS „Copeland” (FFG-25)
- USS „Gallery” (FFG-26)
- USS „Mahlon S. Tisdale” (FFG-27)
- USS „Boone” (FFG-28)
- USS „Stephen W. Groves” (FFG-29)
- USS „Reid” (FFG-30)
- USS „Stark” (FFG-31)
- USS „John L. Hall” (FFG-32)
- USS „Jarrett” (FFG-33)
- USS „Aubrey Fitch” (FFG-34)
- USS „Underwood” (FFG-36)
- USS „Crommelin” (FFG-37)
- USS „Curts” (FFG-38)
- USS „Doyle” (FFG-39)
- USS „Halyburton” (FFG-40)
- USS „McClusky” (FFG-41)
- USS „Klakring” (FFG-42)
- USS „Thach” (FFG-43)
- USS „De Wert” (FFG-45)
- USS „Rentz” (FFG-46)
- USS „Nicholas” (FFG-47)
- USS „Vandegrift” (FFG-48)
- USS „Robert G. Bradley” (FFG-49)
- USS „Taylor” (FFG-50)
- USS „Gary” (FFG-51)
- USS „Carr” (FFG-52)
- USS „Hawes” (FFG-53)
- USS „Ford” (FFG-54)
- USS „Elrod” (FFG-55)
- USS „Simpson” (FFG-56)
- USS „Reuben James” (FFG-57)
- USS „Samuel B. Roberts” (FFG-58)
- USS „Kauffman” (FFG-59)
- USS „Rodney M. Davis” (FFG-60)
- USS „Ingraham” (FFG-61)